# Tarta helada

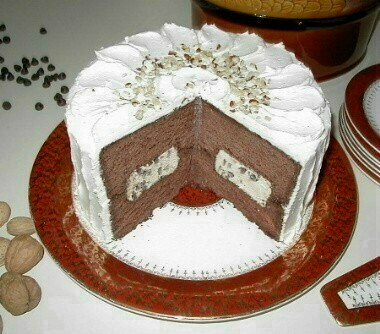
Tarta helada.

Una tarta, queque o pastel helado es tanto un helado con forma de tarta como una tarta hecha con helado y pastel, en capas alternas o mezclados, formando una sola pieza. La idea de la tarta helada probablemente procede de postres compuestos de helado y galletas o de los trifles, que surgieron en el Renacimiento. La tarta helada puede emplearse en cumpleaños e incluso en bodas.
En la época victoriana se hacían postres llamados bombes consistentes en helado y fruta en moldes extravagantes. Algunos de estos postres se forraban con pastel o galletas. También se han hallado recetas de tartas heladas de los años 1870.

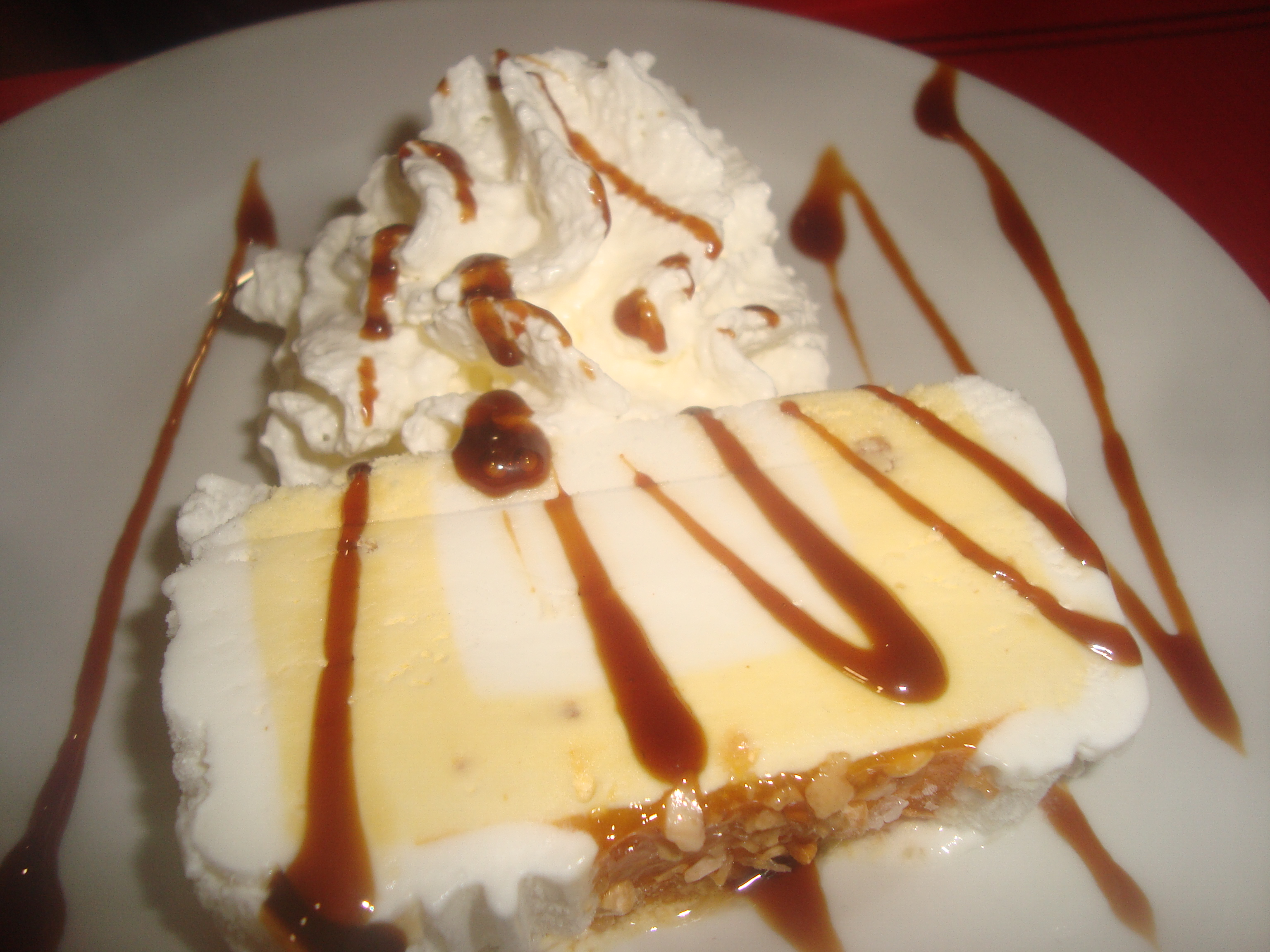
Ración de tarta helada.

Actualmente se elaboran muchas variedades diferentes de tartas heladas en heladerías y pastelerías.